# Circonscription de Wakefield
La circonscription de Wakefield est une circonscription électorale australienne en Australie-Méridionale. Elle a été créée en 1903 et porte le nom de Edward Gibbon Wakefield, le théoricien de la colonisation du pays.
Elle est située au nord d'Adélaïde, intégrant les banlieues de Salisbury, Elizabeth (en) et Gawler ainsi que les régions viticoles des vallées de la Barossa et de Clare. Elle s'étend également vers le nord, le long de la côte du golfe Saint-Vincent, jusqu'à Port Wakefield.
Siège sûr pour les partis conservateurs pendant de nombreuses années, elle a élu un député travailliste en 2007 après un redécoupage qui a déplacé la circonscription vers les banlieues pauvres du nord d'Adélaïde.
La circonscription est abolie en 2019, à la suite d'une redistribution déclenchée par un changement du droit à la représentation qui a réduit à dix les sièges de l'Australie-Méridionale à la Chambre des représentants. La division a été en grande partie remplacée par la circonscription de Spence.

## Députés
| Nom                | Parti            | Période de mandat |
| ------------------ | ---------------- | ----------------- |
| Frederick Holder   | Indépendant      | 1903–1909         |
| Richard Foster     | Commonwealth     | 1909–1916         |
| Richard Foster     | Nationaliste     | 1916–1922         |
| Richard Foster     | Libéral (1922)   | 1922–1925         |
| Richard Foster     | Nationaliste     | 1925–1928         |
| Maurice Collins    | Rural            | 1928–1929         |
| Charles Hawker     | Nationaliste     | 1929–1931         |
| Charles Hawker     | United Australia | 1931–1938         |
| Sydney McHugh      | Travailliste     | 1938–1940         |
| John Duncan-Hughes | United Australia | 1940–1943         |
| Albert Smith       | Travailliste     | 1943–1946         |
| Philip McBride     | Libéral          | 1946–1951         |
| Philip McBride     | Libéral et rural | 1951-1954         |
| Philip McBride     | Libéral          | 1954–1958         |
| Bert Kelly         | Libéral          | 1958–1977         |
| Geoffrey Giles     | Libéral          | 1977–1983         |
| Neil Andrew        | Libéral          | 1983–2004         |
| David Fawcett      | Libéral          | 2004–2007         |
| Nick Champion      | Travailliste     | 2007–2019         |

## Résultats des élections
| Parti                            | Parti                        | Candidat                     | Voix    | %     | ±      |
| -------------------------------- | ---------------------------- | ---------------------------- | ------- | ----- | ------ |
|                                  | Travailliste                 | Nick Champion                | 38 197  | 39,82 | −1,70  |
|                                  | Libéral                      | Kathleen Bourne              | 25 299  | 26,37 | −11,52 |
|                                  | Nick Xenophon                | Richard Inwood               | 19 592  | 20,42 | +20,42 |
|                                  | Famille d'abord              | Marilyn Phillips             | 5 396   | 5,62  | −0,36  |
|                                  | Verts                        | Craig Vanstone               | 4 102   | 4,28  | −0,87  |
|                                  | Indépendant                  | John Bolton                  | 2 728   | 2,84  | +2,84  |
|                                  | Démocrates-chrétiens         | Ralph Anderson               | 619     | 0,65  | +0,65  |
| Total des suffrages exprimés     | Total des suffrages exprimés | Total des suffrages exprimés | 95 933  | 94,61 | +0,30  |
| Votes nuls                       | Votes nuls                   | Votes nuls                   | 5 470   | 5,39  | −0,30  |
| Participation                    | Participation                | Participation                | 101 403 | 90,34 | −2,77  |
| Résultat de préférence bipartite |                              |                              |         |       |        |
|                                  | Travailliste                 | Nick Champion                | 58 494  | 60,97 | +7,57  |
|                                  | Libéral                      | Kathleen Bourne              | 37 439  | 39,03 | −7,57  |
|                                  | Travailliste retenir         | Travailliste retenir         | Swing   | +7,57 |        |